# Trencz

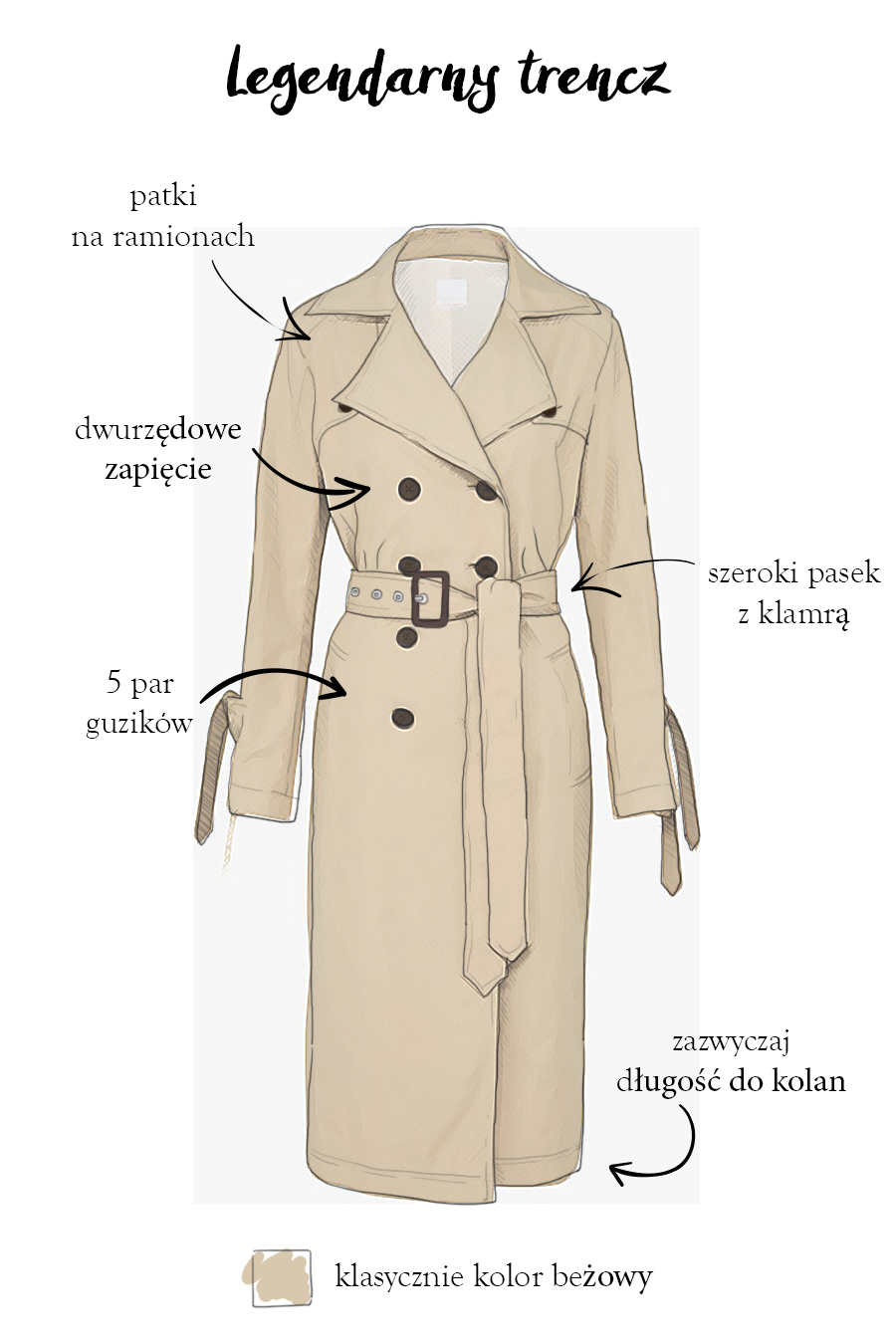
Trencz – charakterystyczne elementy

Trencz – rodzaj klasycznego płaszcza z zapięciem dwurzędowym i szerokim paskiem z klamrą. Najczęściej występuje w odcieniach beżu, z patkami na ramionach i pięcioma parami guzików. Niegdyś sięgał kostek, obecnie nie wykracza poniżej kolana.

## Historia
Słowo „trencz” wywodzi się z wojskowej nomenklatury oznaczając „okop” (ang. trench). W 1901 Thomas Burberry stworzył płaszcz z gabardyny dla brytyjskiej armii. Model był wykonany z materiału nieprzemakalnego i chroniącego przed wiatrem, sięgał kostek i posiadał militarne elementy, takie jak sprzączki, pagony i kieszenie. Od 1920 zawierał też, współcześnie bardzo popularną, kraciastą podszewkę Burberry. W latach 40. trencz został spopularyzowany przez postać graną przez amerykańskiego aktora Humphreya Bogarta w filmie Casablanca. Damski debiut filmowy trencza miał miejsce w 1961, za sprawą Audrey Hepburn i słynnej scenie w deszczu w komedii romantycznej Śniadanie u Tiffany’ego.